# Jánó Mihály
Jánó Mihály  (Eichstätt, 1945. május 2. –) művészettörténész.

## Életpályája
Középiskoláit Kézdivásárhelyen és Kolozsváron végezte. 1974 és 1979 között a  kolozsvári Babeș–Bolyai Tudományegyetem levelező tagozatán a történelem–filozófia szakon végzett. 1972 és 1983 között a kézdivásárhelyi Céhtörténeti Múzeum konzervátora, majd muzeológusa volt. 1983 és 1989 között a sepsiszentgyörgyi Székely Nemzeti Múzeum képtárának vezetőjeként, 1990-2001 között Kovászna megye művelődési főtanácsosként dolgozott. 2001-től 2008-ig újra a sepsiszentgyörgyi képtár főmuzeológusa. Írásai, kritikái jelentek meg az erdélyi középkori és újkori művészetről, és a kortárs erdélyi művészekről (Korunk, Utunk, Megyei Tükör). 1994-ben feldolgozta Baász Imre hagyatékát, majd Plugor Sándor életművét. Munkásságával hozzájárult székelyföldi műemlékek kutatásához és ismertetéséhez, valamint a sepsiszentgyörgyi Gyárfás Jenő képtár gyarapodásához és értékeinek számbavételéhez.

## Kutatási területe
Főleg az erdélyi középkori falképfestészet ikonográfiája és a Szent László-ábrázolások kutatása. Barabás Miklós (1810-1898) életműve. Foglalkozik a jelenkori művészettel is.

## Díjai, elismerései
- EMKE-díj, Kolozsvár (1994, 1998)
- az Erdélyi Múzeum-Egyesület III. díja, Kolozsvár (1995)
- Szervátiusz-díj (2010)
- Orbán Balázs-díj (2018)
- Magyar Arany Érdemkereszt (2022)
- Háromszék Kultúrájáért Díj (2024)
- Pro urbe díj. Sepsiszentgyörgy (2024)

## Fontosabb publikációi
- Kalevala látvány (Tanulmány Baász Imre (1941–1991) grafikus művész Kalevala illusztrációiról) – In  A hét Bukarest. 1988. 27. sz.
- Jegyzetek Bocz Borbála (1955–1988) grafikai életművéhez. In Művészet, Budapest. 1989. 6.
- A madár az évezredek művészetében. In Korunk Évkönyv, Kolozsvár 1989–1990
- Hitvédelem és határőrség (Tanulmány a Szent László-legenda falkép ciklusairól.) In Pavilon, Budapest. 1990. 4.
- A csodák árnyékában – Levelek Jan Vermeer van Delft képeiről. Esszé. In Liget. Budapest. 1991
- A székelydályai műemléktemplom kutatása. In Műemlékvédelmi szemle. Budapest.1993/1.
- A gelencei műemléktemplom. Horror vacui füzetek. 1. Baász Művészeti Alapítvány kiadása. Sepsiszentgyörgy. 1994
- Tancs művelődéstörténete. Horror vacui füzetek 2. Baász Művészeti Alapítvány kiadása. Sepsiszentgyörgy. 1994
- Ferenczi Noémi levelei Otto Witting családjához. In Korunk. Kolozsvár, 1996/2.
- A Székelyföld középkori (13–15 sz.) falképeinek kutatástörténete. In Acta (A Székely Nemzeti Múzeum Évkönyve). Sepsiszentgyörgy. 1996
- Háromszék középkori falképei. In Tusnád, 1997. Nemzetközi Tudományos Ülésszak (1998 – Sepsiszentgyörgy)
- Barabás Miklós (1810–1858). Kiállítási katalógus. Szerkesztette és az előszót írta. Baász Művészeti Alapítvány kiadása. Sepsiszentgyörgy. 1998
- Plugor Sándor. Egy rajzoló az írók között. Tanulmánykötet szerkesztője és szerzője. Médium Kiadó. Sepsiszentgyörgy. 2000
- Barabás Miklós 1810–1898. Tanulmánykötet szerkesztője és szerzője. Charta Kiadó. Sepsiszentgyörgy. 2001
- Szent István-kápolna Felső-Háromszéken. In Krónika. 2001. 37. sz. 10. p.
- A gelencei Szent Imre-templom. Tanulmánykötet. Társszerző, szerkesztő. T3 Kiadó. Sepsiszentgyörgy. 2003
- A sepsikőröspataki Szentháromság-templom falfestményei. In Emlékkönyv Csetri Elek születésének nyolcvanadik évfordulójára. Erdélyi Múzeum- Egyesület. Kolozsvár. 2004
- Székelyderzs. (Katalógustétel) Sigismundus rex et imperator. Művészet és kultúra Luxemburgi Zsigmond korában 1387–1437. Szépművészeti Múzeum. Budapest, Luxemburg. 2006
- Kire nyilaz a kun? Adalékok a Szent László-legenda ikonográfiájához. In Népi vallásosság a Kárpát-medencében. 7. Sepsiszentgyörgy. 2007
- A  maksai református templom „kifehérítése”. In Acta Siculica. A Székely Nemzeti Múzeum kiadása. Sepsiszentgyörgy. 2007
- Jegyzetek Gyárfás Jenő Tetemrehívás c. képének keletkezéséről. – „Cruentatio cadaverum” Despre o pictură a lui Gyárfás Jenő. In Pictori din Transilvania în centre artistice europene. Kiállítási katalógus. Brukenthal Múzeum. Nagyszeben. 2007
- A csíkmenasági r. k. templom falképeinek kutatástörténete. In A Csíki Székely Múzeum Évkönyve. Csíkszereda. 2008
- Huszka József székelyföldi falképmásolatai. Katalógus. Charta Kiadó. Sepsiszentgyörgy. 2008
- Színek és legendák. Tanulmányok az erdélyi falfestmények kutatástörténetéhez. Pallas-Akadémia Kiadó- Székely Nemzeti Múzeum. Csíkszereda-Sepsiszentgyörgy. 2008
- Székelyföld középkori falfestményeinek ikonográfiája (Rövid összefoglalás). In A székelyek a keresztényég védelmezői. Kiállítási katalógus. Székely Nemzeti Múzeum. Sepsiszentgyörgy. 2009
  - Barabás Miklós emlékei a szülőföldről. Háromszék. 2010. február 20. 8. o.
  - A boldog zuhanás. Megközelitések Sárosi Csaba képeihez. Előszó in Sárosi Csaba. Műterem. Pallas-Akadémia Könyvkiadó. Csíkszereda 2010. 5-16. o.
  - A jó designer mindennapjai. (Viaţa de fiecare zi a unui designer. The everyday of a good desogener) Damokos Csaba kiállítási katalógusa. Magma. 5. Szerk. Jánó M, Damokos Cs. Sepsiszentgyörgy. 2010
  - Eszmény és hasonlatosság. (szerkesztette és egyik szerző JM)Tanulmányok és adatközlések Barabás Miklós születésének 200. évfordulójára. Pallas-Akadémia Könyvkiadó. Csíkszereda – Székely Nemzeti Múzeum. Sepsiszentgyörgy. 2010
  - Kelemen Lajos (1877-1963) naplójegyzetei az erdélyi falfestményekről. Székelyföld. 2011. január. XV. Évf. 1. szám. 142-152.
  - Ungi Pál mester imája a székelyderzsi templomban. In Fogalom és kép II. Szerk. Egyed Péter, Gál László. Presa Universitara Clujeana/Kolozsvári Egyetemi Kiadó. 2011. 143-149.
  - Riadalom és megnyugvás Homoródoklándon, 1937-ben. Műemlékvédelem. 4. szám. KÖH. Budapest, 2012. 188- 195.
  - Adatok a szacsvai református templom művészettörténeti kutatásához. In Emlékkönyv Székely Zoltán születésének 100. évfordulójára. Szerk. Székely Zsolt. Háromszék Vármegye Kiadó. Sepsiszentgyörgy, 2012. 298-315.
  - Csetri Elek: Kelemen Lajos élete és munkássága. Sajtó alá rendezte Jánó Mihály. Erdélyi Múzeum-Egyesület. Kolozsvár, 2012
  - Sárkányölő Szent György szobra. Erdélyi Művészet. 2013. XIV. évf. 1. szám. 18-21.
  - „Hic fuit...” Graffitik vagy bekarcolt feliratok a szentek középkori falképein. In Fogalom és kép 3. AQ kolozsvári Babes-Bolyai Tudományegyetem Filozófia Tanszékcsoportjának magyar tagozata által szervezett nemzetközi tanévkezdő konferencia előadásai 2011. október 29., Kolozsvár. Szerk. Gál László – Egyed Péter. Egyetemi Műhely Kiadó. Bolyai Társaság- Kolozsvár, 2013. 233-241.
  - A marosfelfalui alku. In Műemlékvédelem. LVII.évg. 2013. 2. szám. Budapest.71-105.https://www.academia.edu/20795912/A_marosfelfalui_alku
  - Donátorábrázolások a székelyföldi templomokban. (néhány adat egy kívánatos kutatáshoz.) In Kastélyok, udvarházak és lakóik a régi Székelyföldön. In memoriam Demény Lajos (1926 – 2010). Szerk. Tüdős S. Kinga. Székely Nemzeti Múzeum kiadása. Sepsiszentgyörgy, 2013. 280-287.
  - Garibaldi és magyar vezérkara Santa Maria di Capuanál. (Egy festmény keletkezéstörténete.) Székelyföld. 2014. Április XVIII. évf. 4. sz. 152-164.
  - Gábor Áron arcképei. Háromszék Vármegye Kiadó. Sepsiszentgyörgy, 2014
  - Észrevételek a kolozsvári Szent Mihály-templom falképeinek ikonográfiájához. In A Szent György lovagrend XVII. Nyári egyeteme Gyergyószárhegy 2010.. Összegyűjtött előadások.. Szerkesztette: Bárdos István – Abrudbányai Sándor. Szent György Lovagrend Dél- Erdélyi Nagypriorátusa kiadása. Gyergyószentmiklós, 2013. 63-72.
  - A gelencei Szent Imre műemléktemplom. Kalauz. Háromszék Vármegye Kiadó. Sepsiszentgyörgy, 2013
  - A kézdiszentléleki Szent István-kápolna. Kalauz. Ambrozia Kiadó. Kézdivásárhely, 2015
  - A szentléleki vár. In Műemlékvédelem. LX. évf. 2016. 3-4. szám. 153-158.
  - Szent László A lovagkirály. Falképek a székelyföldi templomokban. Rubicon. 2017. 9. 46–61.
  - A kilyéni unitárius templom. Kalauz. T3 Kiadó. Sepsiszentgyörgy. 2018
  - Párhuzamos történetek. Jegyzetek Kézdi-Kovács Zsolt (1936–2014) Erdély leírása a XX. század végén című dokumentumfilm-sorozatához. Magyar Művészet. VI. évf. 4. szám. 2018. 12-18.
  - Kilyén. Unitárius templom. In „…ideje az építésnek” A Rómer Flóris Terv műemlék-helyreállításai. Szerk. Kollár Tibor. Teleki László Alapítvány. Budapest, 2018. 109-125.
  - A Szent László-legenda falképei a székelyföldi templomokban. In Szent László király Erdély védőszentje. A lovagkirály ábrázolásai a történelmi Erdély területén. Verbum. Kolozsvár. 2018. 28–63.
  - A kerlés-hegyi ütközet emlékezete a krónikákban és a falfestményeken. A Képes Krónika és a bántornyai Szent László falképciklus.In Acta Universitatis Christianae Partiensis. 2019/2.
  - A gidófalvi református templom középkori falképei. In Erdélyi művészet. 2019. XX. évf. 1. szám
  - 600 éves freskók a székelyderzsi templomban. Művelődés. 2019. 3. szám
  - Széljegyzetek Barabás Miklós önéletrajzához. 1. Művelődés. 2019. 4. szám
  - Széljegyzetek Barabás Miklós önéletrajzához  2. Művelődés. 2019. 5. szám
  - Széljegyzetek Barabás Miklós önéletrajzához  3. Művelődés. 2019. 6. szám
  - A hitvalló lovagkirály. A Szent László-legenda falképei a székelyföldi templomokban. In Lovagkirály. Nyíregyháza-Kolozsvár, 2019, 15-139.
  - A székelyderzsi unitárius templom. Kalauz. Verbum-Kolozsvár, 2019.
  - Újabb Szent László-freskót találtak. Háromszék. 2019. október 12.
  - A hitvalló lovagkirály. A Szent László-legenda falképei a székelyföldi templomokban. In Lovagkirály. Második, átdolgozott és bővített kiadás.Nyíregyháza-Kolozsvár. 2021.
  - Biserica monument istoric Sfântul Emeric din Ghelința. Ghid. 2022.
  - Szerk.  A kökösi unitárius templom. Teleki László Alapítvány. Budapest, 2023.
  - Középkori falfestmények a templomban. In A kökösi unitárius templom.(Szerk. Jánó Mihály) Teleki László Alapítvány. Budapest. 2023. 71-85.
  - Szent László koronája In Szent László koronája. Lovagkirály. Szerk. Kollár Tibor. Iskola Alapítvány Kiadó - Kárpátok Eurorégióért Regionális Fejlesztési Közhasznú Egyesület. Kolozsvár-Nyíregyháza. 2024. 17-45.
  - Képhistóriák. Kisesszék Barabás Miklós és Gyárfás Jenő festményeiről. Artprinter Könyvkiadó. Sepsiszentgyörgy. 2025.

### Recenziók
- Szabó András: A Színek és legendák szabadságában, Hargita Népe, 2009. február. 13., 11-12. o.
- Kerny Terézia: Jánó Mihály: Színek és legendák. Tanulmányok az erdélyi falfestmények kutatástörténetéhez, Székely Nemzeti Múzeum – Pallas Akadémia Könyvkiadó.Sepsiszentgyörgy, 2008, 304 lap., 76 fekete-fehér fénykép, XLIV színes tábla; In: Művészettörténeti Értesítő, 2009. II., December
- Jékely Zsombor: Jánó Mihály, a középkori erdélyi falképek kutatója; In: Magyar Napló, XXII. évf. 4. sz., 2010. április, 8–9. o.
- Lővei Pál: Jánó Mihály: Színek és legendák, Tanulmányok az erdélyi falfestmények kutatástörténetéhez, In: Műemlékvédelem, LIV. évf. 2010, 4. sz., 273–275. o.
- Lionnet, Marie: Histoire de la peinture médiévale dans la royaume de Hongrie, In: Perspective 2010/2011. 2, Paris, 384–389. o.
- Zay Éva: Képmás és eszményi valóság Barabás Miklós festészetében, In: Szabadság, 2011. március 22.
- Kerny Terézia: Eszmény és hasonlatosság, Tanulmányok és adatközlések Barabás Miklós születésének 200. évfordulójára, Pallas Akadémia – Székely Nemzeti Múzeum kiadása, 2010, In: Új művészet 2011. április, XXII. évf., 4. szám, 46–47. o.
- Bogdán László: Eszmény és hasonlatosság, Háromszék napilap – Olvasólámpa, Sepsiszentgyörgy, 2010. február 12., 6. o.

## Tévés dokumentumfilmek tudományos tanácsadója
1. A szacsvai református templom. 1999. MTV 1.
2. A gelencei Szent Imre-templom. 2010. RTV magyar adás
3. A gelencei Szent Imre-templom. 1998. Duna. 2010. RTV magyar adás
4. A sepsikilyéni unitárius templom. 2010. RTV magyar adás
5. Születésnapi portréfilm. 2005. május 2. Duna
6. Barabás Miklós emlékkiállítás. 1998. június. Duna
7. A Perkői Szent István-kápolna. 1996. Duna
8. A bögözi református templom. 1997. MTV 2, Duna
9. A sepsibesenyői ref. templom. 2010. RTV Magyar adás
10. Homoródkarácsonyfalva, unitárius templom. 2011. RTV magyar adás
11. Marosszentimre, református templom. 2011. RTV magyar adás
12. Felvinc, református templom. 2011. RTV magyar adás
13. Gidófalva, református templom. 2012. RTV magyar adás
14. Sepsiköröspatak, r. k. templom. 2012. RTV magyar adás
15. Homoródoklánd unitárius templom. 2013
16. A perkői Szent István-kápolna és a kiskászoni Búcsújárók emlékháza, 2013